# Спасенија Пата Марковић
Спасенија Пата Марковић (Београд, 31. децембар 1881 — Београд, 1974) српска је ауторка. Она је напиасала до сада најобимнију збирку кулинарских рецепата у Србији. Ова кулинарска књига је објављена 1939. године под насловом „Мој кувар”, а касније је била познатија као „Патин кувар”. Године 1956. у издању издавачког предузећа Народна књига према „Патином кувару” објављен је „Велики народни кувар”, који је доживео 20-ак издања. У уводу овог издања пише: „Ова књига рађена је према познатој књизи 'Мој кувар' који је пре рата издала 'Политика', а средила Спасенија-Пата Марковић”. Велики народни кувар садржи све рецепте предратног издања поменуте књиге, уз још неке савете.
Неки историчари сврставају Спасенију Пату Марковић међу прве учене жене у Србији, које су се бориле за изједначавање права жена и мушкараца.

## Биографија и приватни живот
Спасенија Пата Марковић рођена је као Спасенија Ђурић. 31. децембра 1881. године. Патин отац, Димитрије Ђурић, био је генерал, војни министар и члан Српске академије наука, док је њена мајка Персида била ћерка Димитрија Матића, доктора филозофије и министра правде и просвете, члана Друштва српске словесности. Захваљујући оваквом пореклу Спасенија је добила прворазредно васпитање и образовање. Школовала се у Бечу, где је завршила чувену школу за домаћице и постала врсна куварица, а поред вештине вођења домаћинства стекла је и врхунске манире комуницирања у друштву.
По повратку из Беча Спасенија се удала за пешадијског мајора Ђорђа Ристића и с њим имала двоје деце: ћерку Љубицу, рођену 1902. и сина Душана, рођеног 1904. године (Патин син Душан био је коњичког мајора и њега су 1943. Немци убили на Бањици). Касније се удала за доктора Зорана Марковића. У периоду после Другог светског рата живела је окружена породицом и доживела је дубоку старост. Умрла је у Београду крајем 1974. године.

## Професионални живот
Као једна од малобројних учених и модерних жена у Србији тога доба Спасенија Пата Марковић је своју прву збирку рецепата под називом „Кувар и саветник” издала још 1907. када је писање куварских књига било веома популарно. Била је управитељица Домаћичког течаја Београдског женског друштва и Женске занатске школе, у којој је ширила своје ставове и идеје донете из Беча. Живот у аустријској метрополи навео ју је да пропагира европски начин живота у земљи и начело да Српкиње треба да завршавају школе и ослободе се ропства које око њих стварају кухињски зидови. Била је и велики поборник модерне медицине. Водила је и јединствену мензу у којој се сваког дана хранило сто особа, претежно школске деце. Била је и активна чланица Кола српских сестара.
Године 1937. почиње у дневном листу Политика да уређује колумну за домаћице, од које је две године касније, 1939. настала нјена чувена књига „Мој кувар”, који је врло брзо постао познат као „Патин кувар”.
До почетка Другог светског рата, Спасенија Пата Марковић је објавила је три Кувара и 15 свезака разних рецепата.
У јавности је забележено да је током рата у својој кући скривала јеврејску децу, али и да су напредне идеје и буржоаско порекло по завршетку рата довели до њеног хапшења, сва њена имовина је национализована, а име изопштено из јавног живота. Све што је имало везе с Патом забрањено је и прикривано, па се и њен кувар скривао на полицама а сва наредна издања, објављена после 1945. године потписана су само са „СМ”. Међутим, како је била једина школована домаћица дозвољено јој је да ради, да води школе за жене и учи их лепом понашању, манирима за столом и основама грађанске кухиње, прилагођене „радном свету“.

### Прво забрањено кулинарско штиво
Због својих напредних идеја Спасенија Пата Марковић доживљавана је као својеврсни дисидент и пре Другог светског рата. Сметала је многим припадницима српске конзервативне струје, јер је за кратко време постала популарна, ширећи идеју да је модерна Србија могућа.
Током двадесетих и тридесетих година 20. века редовно је, једном недељно, излазила Патина читанка за домаћице. Излазила је и у време шестојануарске диктатуре (трајала је од 6. јануара 1929. до 3. септембра 1931. године) када је, као недељник, била једино штиво које је излазило без цензуре. Природно, Читанка је постала својеврсно опозиционо гласило у коме је Патин брат, иначе заклети опозиционар, на једној страници кроз рецепте иронично говорио о краљу и диктатури. Због тога је и овај недељник забрњен, а Србија, односно Југославија, је постала једина земља која је, у то време, забранила књигу која се бави кувањем.

### Колумна у „Политици”
Популарност је Спасенија Пата Марковић стекла као ауторка колумне у листу Политика „Добра кујна за добре домаћице“. Године 1937. почела је да уређује свакодневну рубрику „Јеловник за данас“. Позивала је читатељке из свих крајева тадашње Југославије да шаљу рецепте заборављених старих јела и специфичних јела краја у коме живе и на тај начин је сакупила огромну, вредну ризницу кулинарских специјалитета које је брижљиво проучавала, лично испробавала с најбољим београдским куварима и посластичарима, а потом их уобличавала и чинила сваком разумљивим. Патина популарност међу читатељкама била је велика. Редакција Политике је примала хиљаде писама, а у многим породицама се кувало по јеловнику који им је за тај дан предлагала госпођа Марковић. Њена жеља је била да читатељке, поред савета о кувању, добију и сва знања о хигијени исхране, о хранљивој и калоријској вредности намирница која је о исхрани и здравом животу тадашња наука могла да понуди.

### Патин кувар
Године 1939. Спасенија Пата Марковић објавила је сада већ чувену куварску књигу са више од 4000 рецепата, традиционални српски кувар, који је поред препоруке добрих јела, обогаћен је и понеким Патиним саветом о бољем животу, који је донела из напреднијег света. Назвала ју је „Мој кувар”, а народ га је временом прозвао „Патин кувар”. Иако је „Патин Кувар” оспораван у пиослератном периоду, Патина ћерка Љубица (која је радила у Народној библиотеци Србије) је у послератном периоду поново приредила и модернизовала ову књигу, а издавачко предузеће „Народна књига”, како је било наведено „због великог интересовања”, објавило ју је 1956. године као „Велики народни кувар”, који је доживео десетине издања и који је преведен на неколико језика.

## Утицај у савременом друштву
Спасенија Пата Марковић спада међу малобројне српске жене с краја 19. и у прве половини 20. века које су еманциповале свој списатељски, научни, филозофски, сликарски, архитектонски, медицински или дар за хуманитарни рад. Њена сфера деловања биле су – кулинарске чаролије, а чувени „Патин кувар“ остала је и после осам деценија света кухињска литература, такорећи „Библија” српских домаћица. Време и забране му нису могле ништа и „Патин кувар” се и даље штампа, користи и преноси с колена на колено.
Велики београдски хроничар Бранислав Нушић овако је писао о Спасенији Пати Марковић:
| „ | Министарска ћерка била је прва учена домаћица, са дипломом најпризнатије Бечке школе за вођење домаћинства. Знање које је стекла у царском граду, одлучила је да искористи за опште добро својих сународница. Желела је да наше даме научи како да им трпеза буде укусна и разноврсна, на који начин да воде кућу и да схвате због чега је потребно да домаћица постане угледно занимање. Желела је да Србију приближи свету и свет Србији. Већ 1907. године, по принципима бечких и мађарских домаћинстава, објавила је први – „Кувар и саветник”. (...) Од када уђете у њен дом видите да је то дом учене, српске даме у коме ничега не мањка. Помислио би човек да у њему борави каква краљица и да има бар туце послуге. Међутим, госпођа Марковић има само једну служавку, са којом ради исте послове по кући. Када видите да се у маниру велике даме понаша као да је њен дом Двор, док не прозборите са њом не бисте ни поверовали у њену скромност и ведар дух којим она зрачи. | ” |